# Loscorrales
Loscorrales (en aragonés Os Corráls u Os Corrals, oficialmente Loscorrales/Os Corrals) es una localidad y municipio en la Hoya de Huesca, en la provincia de Huesca (Aragón, España).

## Administración y política
| Período   | Alcalde                         | Partido |  |
| --------- | ------------------------------- | ------- |  |
| 1979-1983 | Antonio Francisco Ascaso Claver | Ind.    |  |
| 1983-1987 | José María Laborda Mongío       | PP      |  |
| 1987-1991 | José María Laborda Mongío       | PP      |  |
| 1991-1995 | José María Laborda Mongío       | PP      |  |
| 1995-1999 | José María Laborda Mongío       | PP      |  |
| 1999-2003 | José María Laborda Mongío       | PP      |  |
| 2003-2007 | José María Laborda Mongío       | PP      |  |
| 2007-2011 | José María Laborda Mongío       | PP      |  |
| 2011-2015 | José María Laborda Mongío       | PP      |  |
| 2015-2019 | José María Laborda Mongío       | PP      |  |

| Partido político    | Partido político                                   | 2003   | 2007   | 2011   | 2015   |
| Partido político    | Partido político                                   | Ediles | Ediles | Ediles | Ediles |
|                     | Partido Popular de Aragón (PP)                     | 5      | 5      | 5      | 5      |
|                     | Partido Aragonés (PAR)                             | 0      | 0      | 0      | 0      |
|                     | Partido de los Socialistas de Aragón (PSOE-Aragón) | 0      | 0      | 0      | 0      |
|                     | Chunta Aragonesista (CHA)                          | 0      | 0      | —      | —      |
| Total de concejales | Total de concejales                                | 5      | 5      | 5      | 5      |

## Demografía
Loscorrales cuenta con una población de 104 habitantes (INE 2024).
| Gráfica de evolución demográfica de Loscorrales entre 1930 y 2021 |
| |
| Población de derecho según los censos de población del INE Población de hecho según los censos de población del INEEntre el censo de 1930 y el anterior, aparece este municipio porque se segrega del municipio Loarre |

## Monumentos

### Monumentos religiosos
- Iglesia parroquial dedicada a Nuestra Señora de la Asunción.

- Ermita de Nuestra Señora de Gaberdola (siglo XIII)

## Deportes
- Piscina municipal
- Rutas de Senderismo, de BTT y de Mushing (trineos tirados por perros)

## Fiestas
- 15 de agosto: Nuestra Señora de la Asunción (fiestas mayores)
- 23 de enero: San Babil (fiestas menores y matacia popular)